# Appartamento della contessa di Barry
L'Appartamento della contessa di Berry è una suite della Reggia di Versailles alloggio riservato di Marie-Jeanne Bécu, contessa Du Barry, favorita di Luigi XV dal 1769 al 1774.

## Storia
La contessa Du Berry giunse alla reggia stabilmente nel 1769 e la lasciò nel maggio del 1774, alla morte di Luigi XV. L'appartamento venne occupato per breve tempo dopo di lei da Madame de Mailly e dal duca di Villequier.
L'appartamento si trova al secondo piano della reggia, in un attico accessibile tramite una scala interna che conduceva direttamente all'appartamento privato del re. Questo appartamento dà sulla Cour de marbre e sul balcone della camera da letto ufficiale del re.
L'appartamento di madame Du Barry è situato appena sopra il petit appartement du roi.
Luigi XVI aggiunse un cancello interno per bloccare poi l'accesso diretto da questo appartamento a quello privato del sovrano dal momento che ormai la contessa Du Barry non vi abitava più.

## L'appartamento
All'ingresso dell'appartamento, nei pressi di quello reale, si trovava una piccola biblioteca predisposta originariamente per Adelaide di Borbone-Francia nel 1753-1755, e che venne in seguito annessa all'appartamento di madame Du Barry.
L'appartamento si prolunga in tre parti d'infilata: il gabinetto d'angolo, la sala da pranzo e la camera da letto di madame Du Barry. Nella seconda stanza, sul camino, è visibile un busto marmoreo rappresentante Luigi XV. La terza camera, la camera da letto, si trova proprio sopra quella (privata) di Luigi XV.
Il gran gabinetto e la sala da pranzo ancora oggi presentano alle pareti di boiseries in vernis Martin verde originali. Queste stanze danno direttamente sulla Cour des Cerfs, sulla quale si trovavano tutti gli appartamenti delle favorite di Luigi XV. L'anticamera della stanza da bagno presenta una pannellatura alle pareti in vernis Martin rosata.

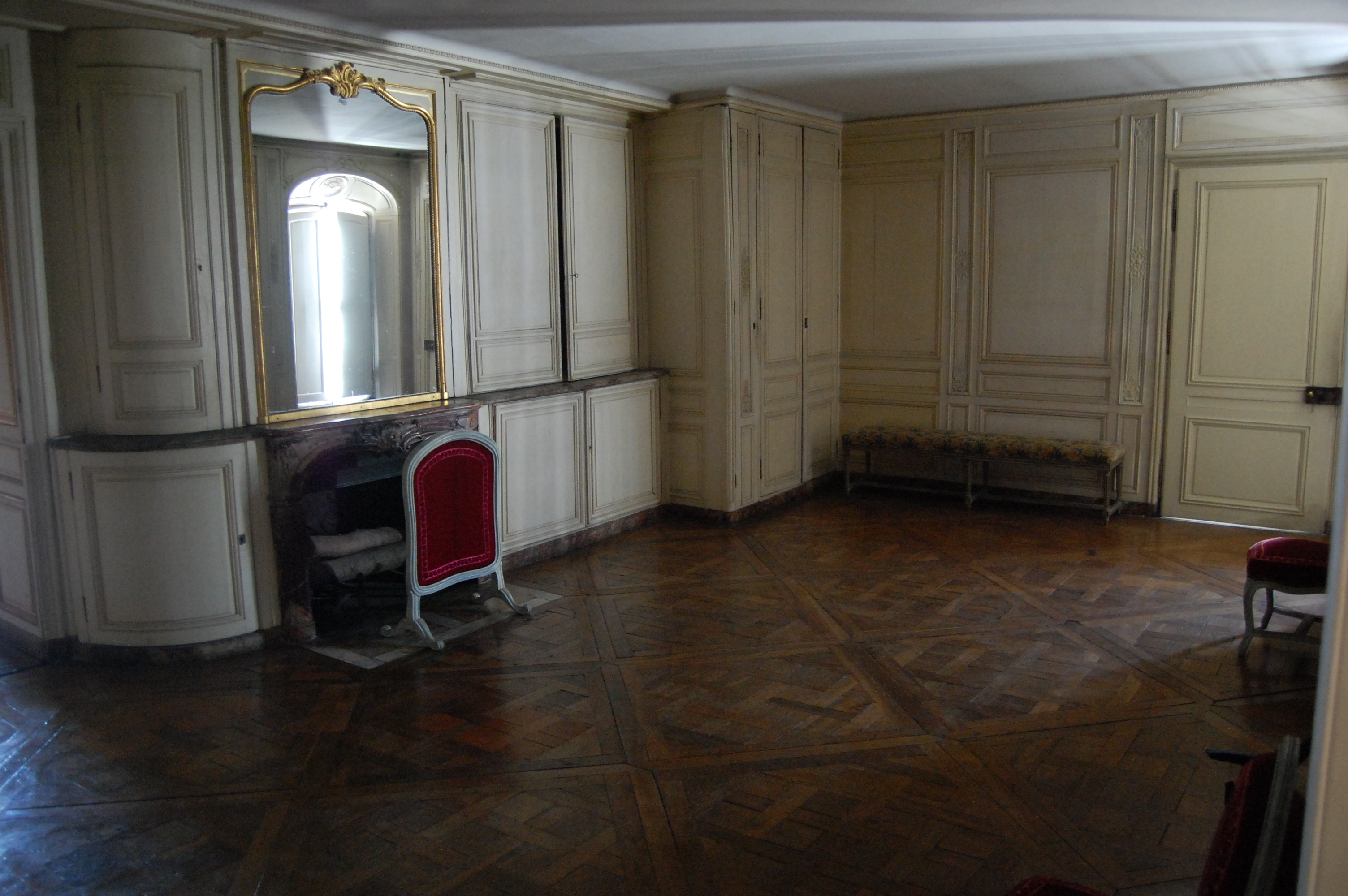
L'anticamera che permette l'accesso all'appartamento.
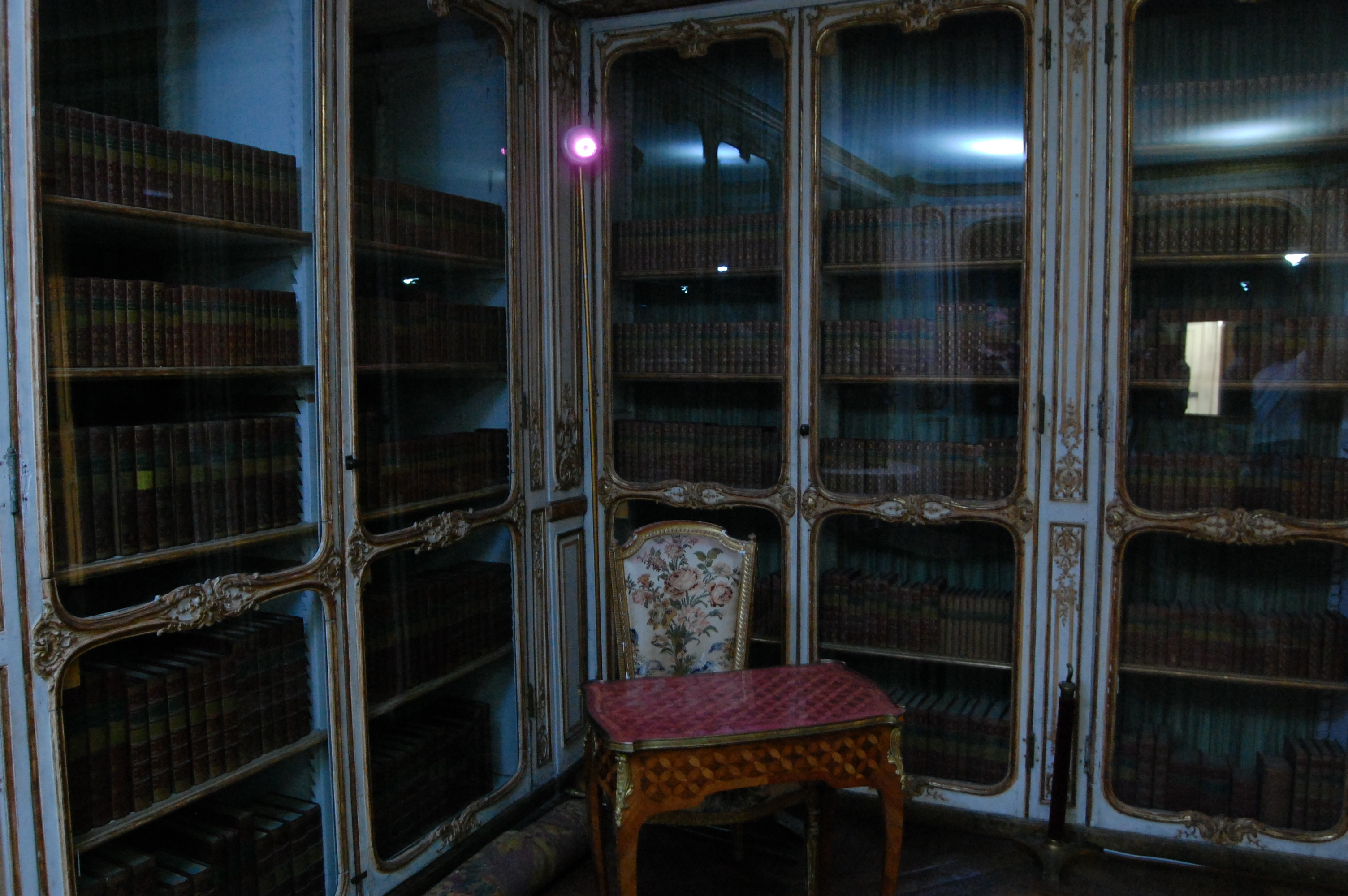
La piccola biblioteca originariamente predisposta per Adelaide di Borbone-Francia nel 1753-1755.
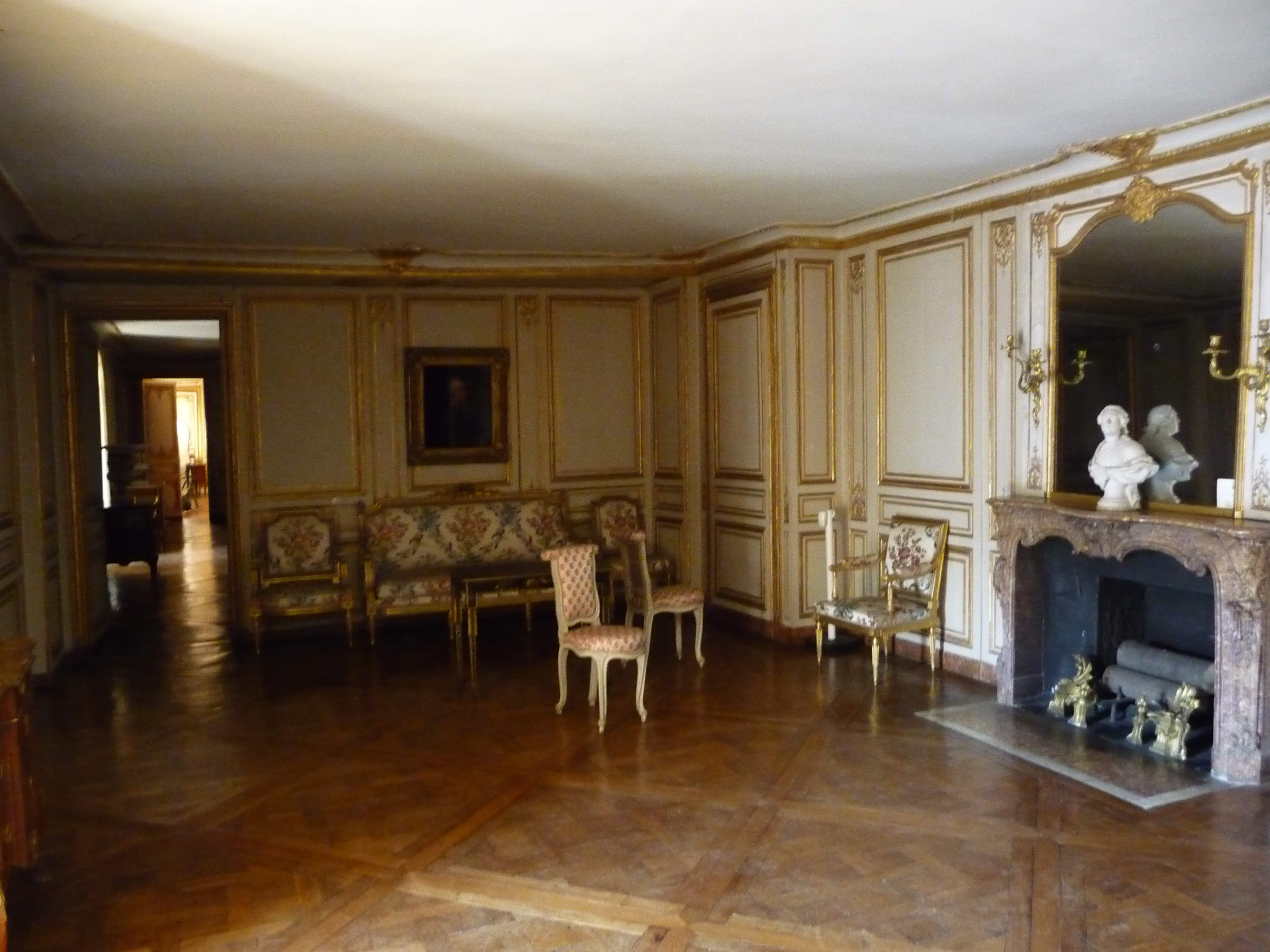
Il grande gabinetto.
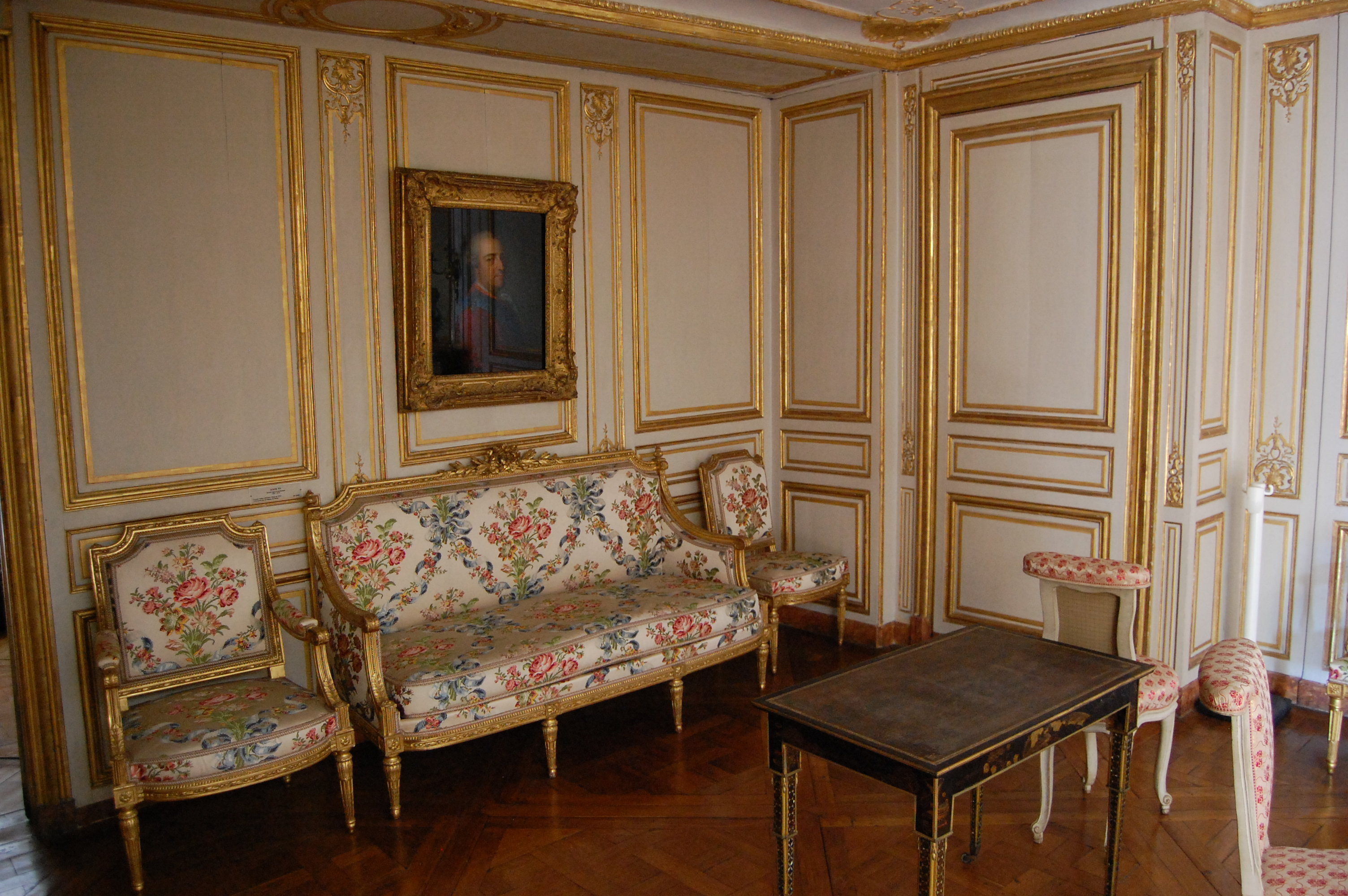
Ritratto di Luigi XV.
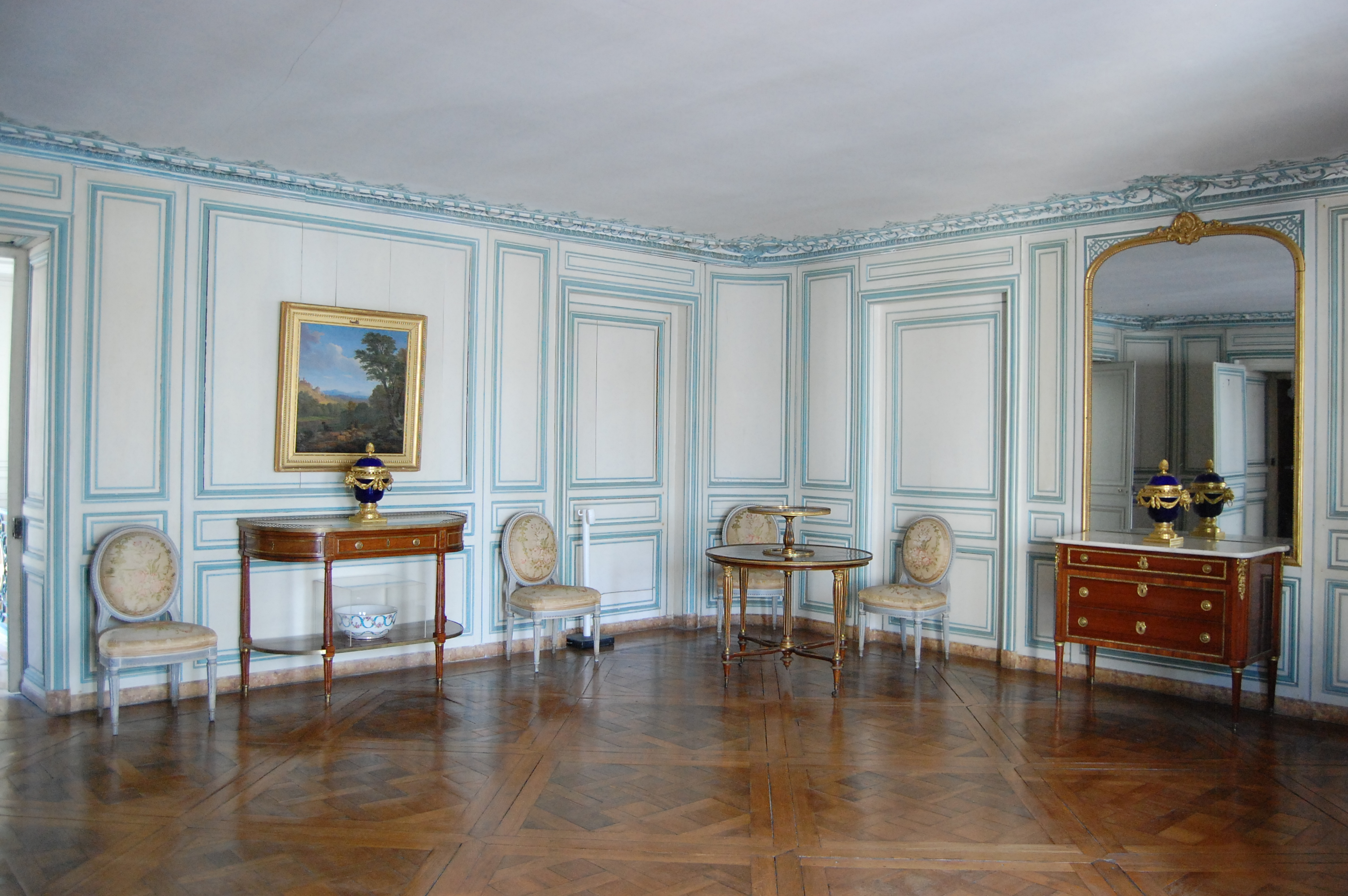
La sala da pranzo con boiseries di vernis Martin verde.
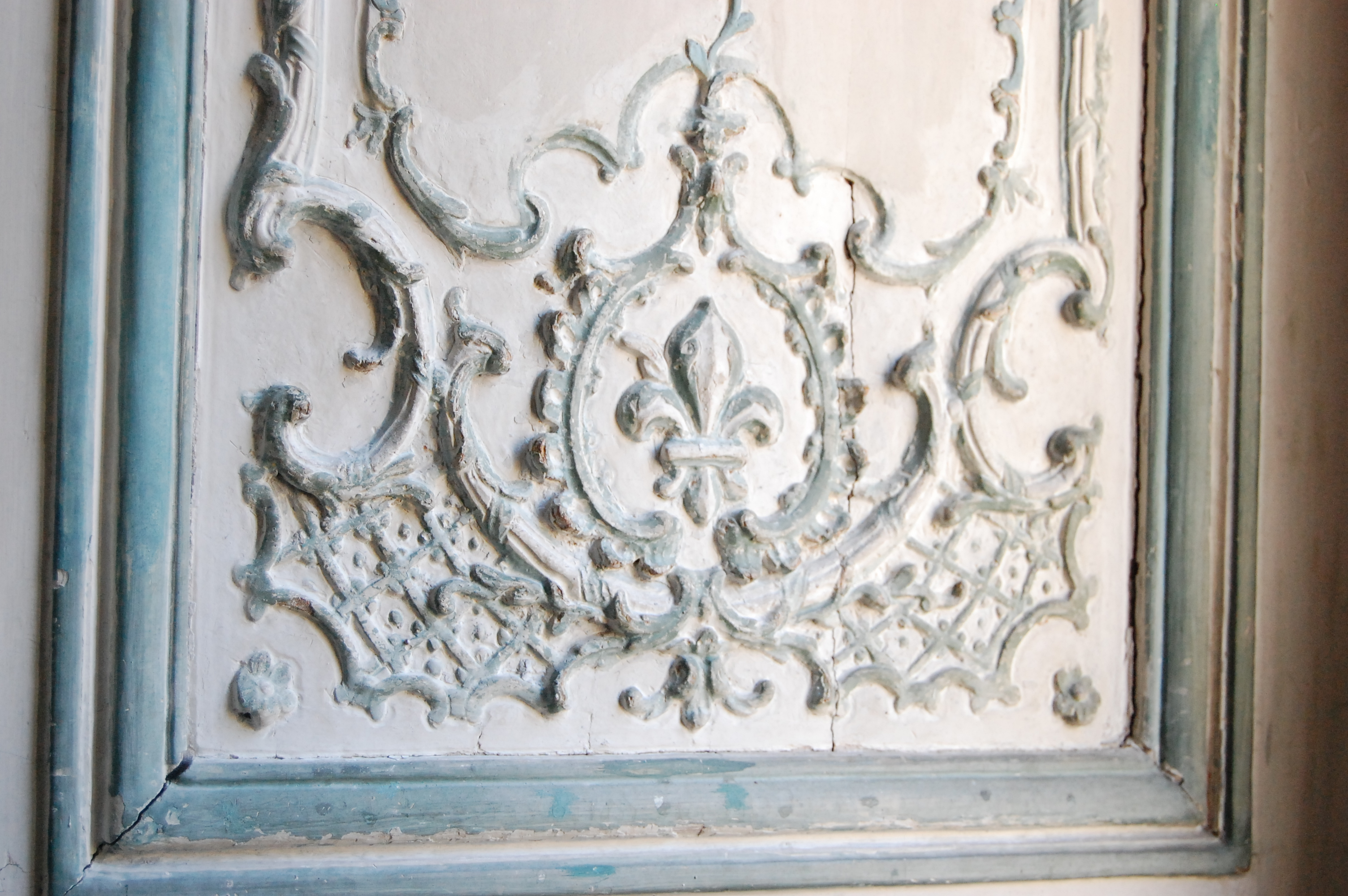
Dettaglio delle boiseries con gigli attorno alle finestre che si aprono sulla Cour des Cerfs.
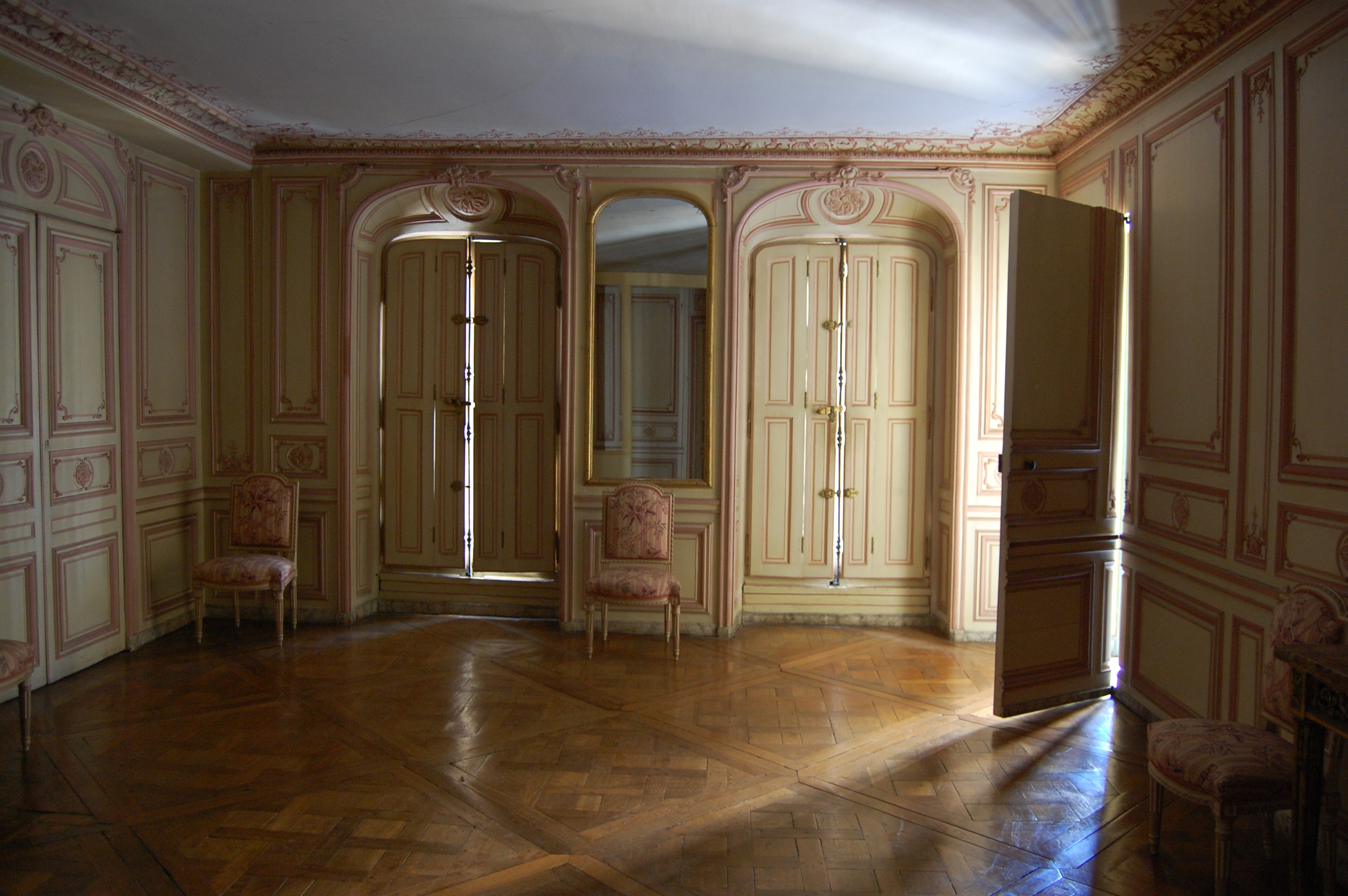
L'anticamera del bagno.
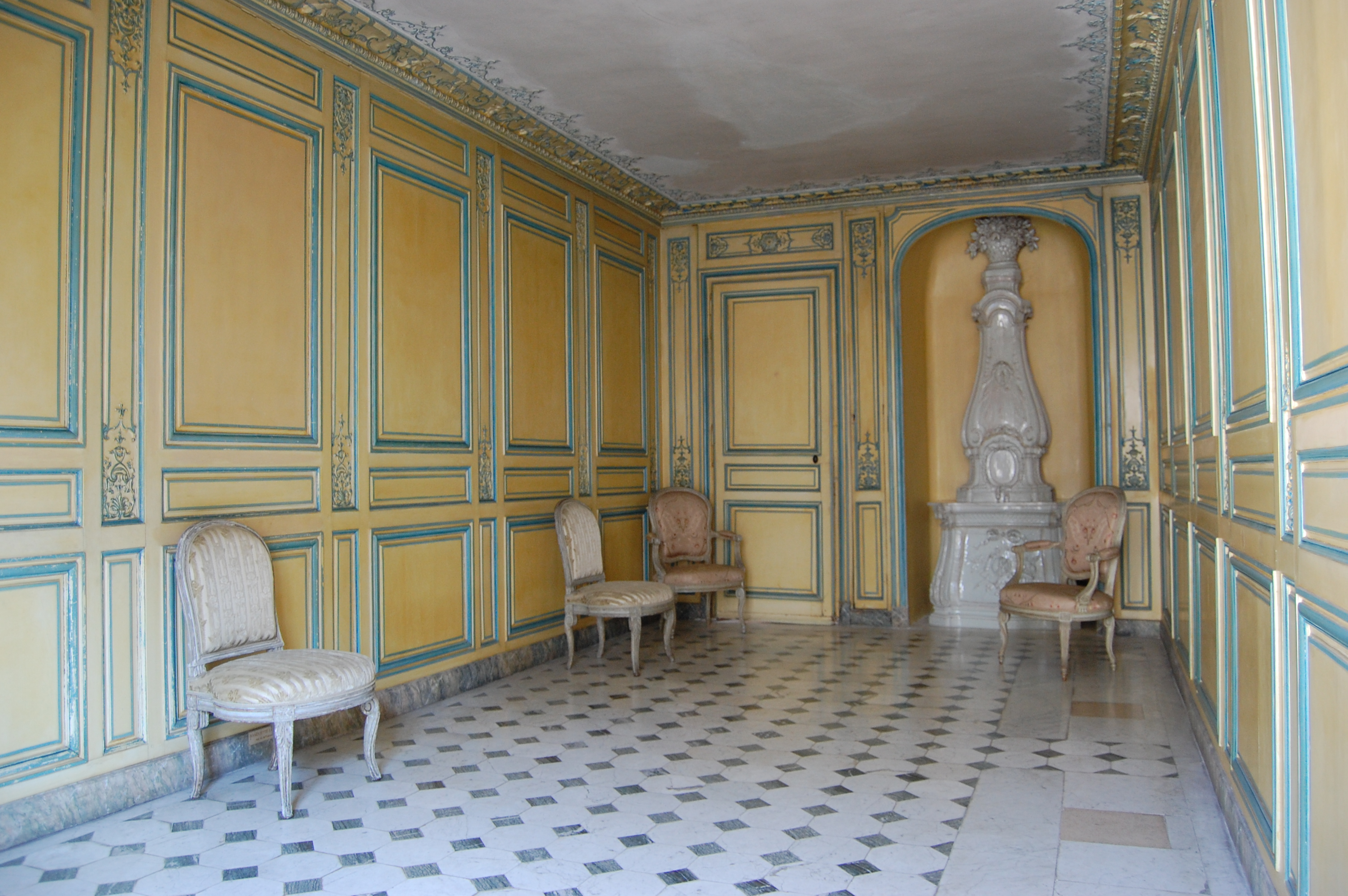
La sala da bagno.
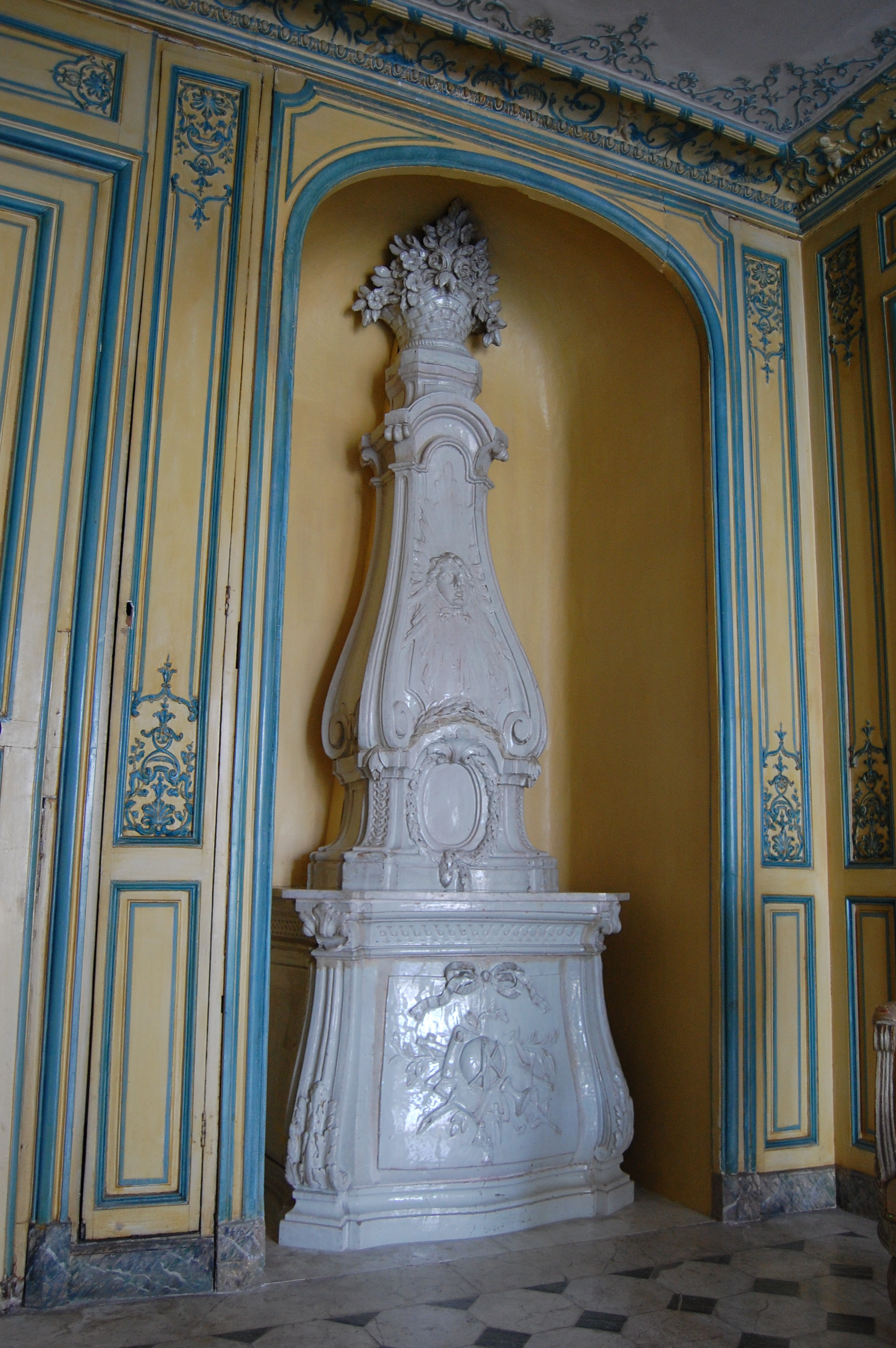
La stufa nella sala da bagno.
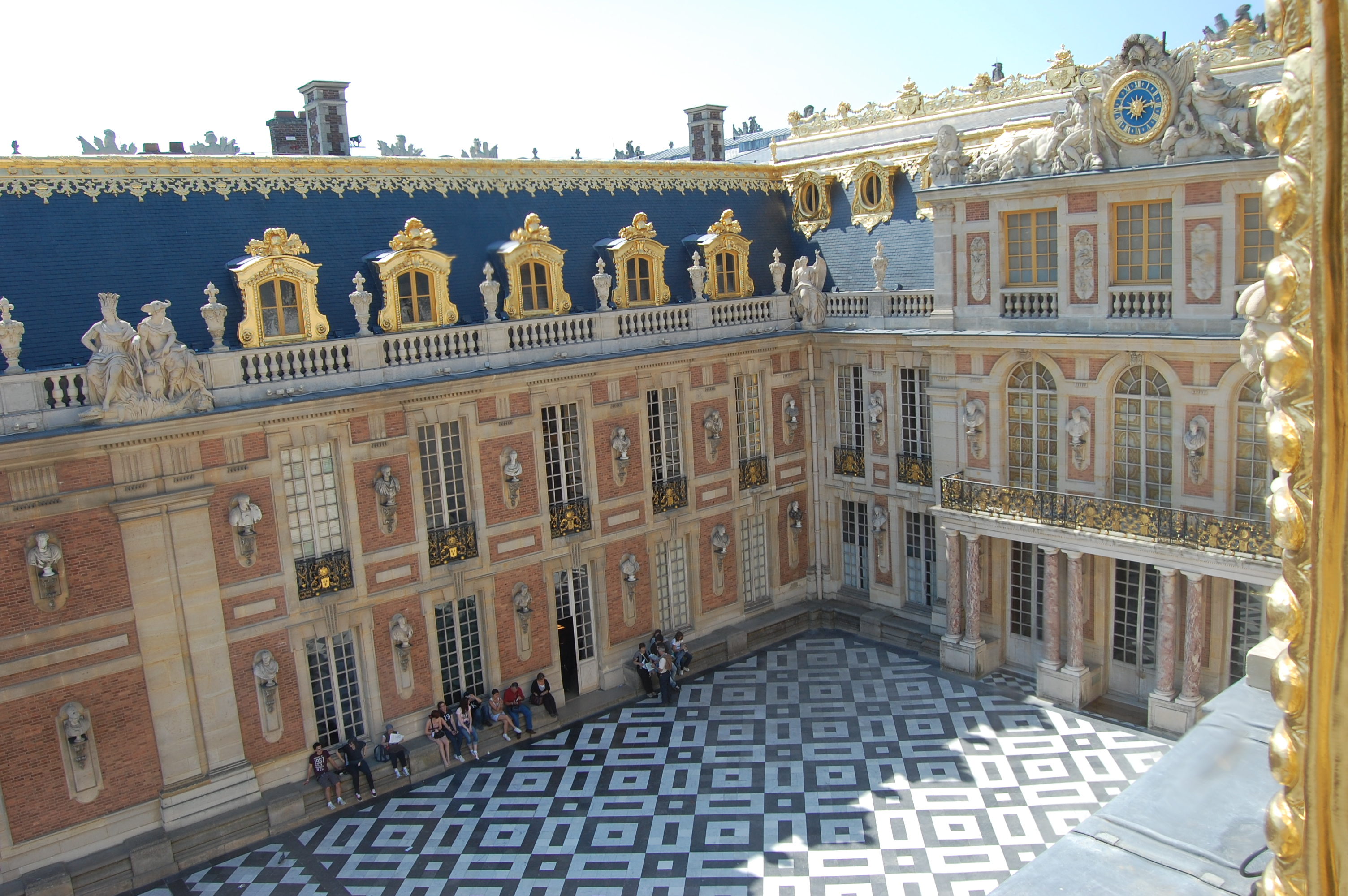
La Cour de Marbre vista dal grande gabinetto.